# آنتس آنتسون
آنتس آنتسون (استونیایی: Ants Antson; ۱۱ نوامبر ۱۹۳۸ – ۳۱ اکتبر ۲۰۱۵) اسکیت‌باز سرعت استونیایی‌تبار اهل شوروی بود.
وی در مسابقات کشوری و بین‌المللی در مجموع برندهٔ ۱ مدال طلا شده‌است.